# Irina Siebrowa
Irina Fiodorowna Siebrowa (ros. Ирина Фёдоровна Себрова; ur. 12 grudnia?/25 grudnia 1914 we wsi Tietiakowka k. Nowomoskowska, zm. 5 kwietnia 2000 w Moskwie) – radziecka porucznik lotnictwa, Bohater Związku Radzieckiego (1945).

## Życiorys
Do 1927 skończyła 5 klas szkoły, od 1930 mieszkała w Moskwie, gdzie w 1933 skończyła szkołę fabryczną i później pracowała w fabryce jako ślusarz i majster zmiany, jednocześnie ucząc się w technikum wieczorowym. W 1939 skończyła aeroklub w Moskwie, a w 1940 żeńską szkołę lotniczą, później pracowała jako lotnik-instruktor w aeroklubie.
Od października 1941 służyła w siłach powietrznych ZSRR, w lutym 1942 ukończyła kursy przy wojskowej szkole lotników w Engelsie. Skierowana do żeńskiego nocnego bombowego pułku lotniczego, od maja 1942 walczyła na froncie jako lotnik i dowódca klucza w składzie 588 (później 46 gwardyjskiego) pułku nocnych bombowców wchodzącego w skład 325 Nocnej Bombowej Dywizji Lotniczej 4 Armii Lotniczej w stopniu porucznika, od maja do lipca 1942 na Froncie Południowym, od lipca do września 1942 Froncie Północno-Kaukaskim, od września 1942 do stycznia 1943 w składzie Północnej Grupy Wojsk Frontu Zakaukaskiego, od stycznia do listopada 1943 ponownie na Froncie Północno-Kaukaskim, od listopada 1943 do maja 1944 w składzie Samodzielnej Armii Nadmorskiej, a od czerwca 1944 do maja 1945 2 Frontu Białoruskiego. Uczestniczyła w bitwie o Kaukaz, wyzwoleniu Kubania, operacji kerczeńsko-eltigeńskiej, krymskiej, mohylewskiej, białostockiej, osowieckiej, mławsko-elbląskiej, pomorskiej i berlińskiej. Podczas wojny wykonała łącznie tysiąc lotów bojowych samolotem Po 2, wykonując naloty bombowe na siłę żywą i technikę wroga. 
Po wojnie służyła w siłach powietrznych jako mechanik i technik lotniczy oraz starszy technik-konstruktor remontowej bazy lotniczej w Północnej Grupie Wojsk stacjonującej w Polsce, w sierpniu 1948 przeszła do rezerwy, później pracowała w Moskiewskim Instytucie Lotniczym.

## Odznaczenia
- Złota Gwiazda Bohatera Związku Radzieckiego (23 lutego 1945; za wykonanie do października 1944 825 lotów bojowych)
- Order Lenina (23 lutego 1945)
- Order Czerwonego Sztandaru (trzykrotnie - 19 października 1942, 26 kwietnia 1944 i 15 czerwca 1945)
- Order Wojny Ojczyźnianej I klasy (11 marca 1985)
- Order Wojny Ojczyźnianej II klasy (27 kwietnia 1943)
- Order Czerwonej Gwiazdy (8 października 1943)
- Medal „Za zwycięstwo nad Niemcami w Wielkiej Wojnie Ojczyźnianej 1941–1945”
- Medal „Za obronę Kaukazu”
- Medal „Za wyzwolenie Warszawy”
- Medal „Weteran pracy”